# ژان چهارم لاسکاریس
ژان چهارم یا یوآنس چهارم با عنوان کامل یوآنس چهارم دوکاس لاسکاریس(به یونانی: Ιωάννης Δ΄ Δούκας Λάσκαρις, Iōannēs IV Doukas Laskaris)(به انگلیسی: John IV Doukas Laskaris) (زادهٔ ۲۵ دسامبر ۱۲۵۰ - درگذشتهٔ پیرامون ۱۳۰۵) امپراتور نیقیه از ۱۸ اوت ۱۲۵۸ تا ۲۵ دسامبر ۱۲۶۱ و آخرین امپراتور از دودمان لاسکاری بود.

## نیقیه
نیقیه یا نیکائه‌آ، امپراتوری یونانی کوچکی بود که از باقی‌ماندهٔ امپراتوری بیزانس، پس از تصرف پایتخت آن قسطنطنیه توسط مسیحیان اروپای غربی در طی چهارمین جنگ صلیبی در ۱۲۰۴، به‌وجود آمده بود.

## زندگینامه
ژان پسر امپراتور تئودور دوم دوکاس لاسکاریس و النای بلغاری، دختر امپراتور ایوان آسن دوم بلغارستان از دومین همسرش آنا ماریای مجارستانی بود. ۷ ساله بود که پدرش درگذشت و او با عنوان ژان چهارم بر تخت امپراتوری نیقیه نشست. 
فرمانروای کوچک آخرین عضو از دودمان لاسکاری بود که کارهای فراوانی برای احیای دوبارهٔ امپراتوری بیزانس انجام داده بودند. از آنجا که ژان خردسال بود، نایب‌السلطنگی او را دیوان‌سالار ژرژ موزالون برعهده گرفت اما دیری نپایید که میخائیل پالایولوگوس اشراف‌زاده، جای او را تصاحب نمود و در ۱ ژانویه ۱۲۵۹ با عنوان میخائیل هشتم به‌عنوان امپراتور مشترک با ژان چهارم تاجگذاری کرد. 
میخائیل در ۲۵ ژوئیهٔ ۱۲۶۱ موفق به بازپس‌گیری قسطنطنیه شد اما علی‌رغم این موضوع، ژان را همچنان در نیقیه باقی گذارد و سپس فرمان کور کردن او را در یازدهمین سالگرد تولدش در ۲۵ دسامبر ۱۲۶۱ صادر نمود. ژان که اینک دیگر شرایط لازم برای نشستن بر تخت امپراتوری را نداشت به دژی در بیثینیا تبعید و درآنجا زندانی گردید. اسقف‌اعظم آرسنیوس اتوریانوس میخائیل را به‌خاطر انجام این کار تکفیر نمود و بعدتر شورشی به‌طرفداری از ژان چهارم در نزدیکی نیقیه درگرفت.
ژان چهارم که اینک ژوزف نامیده می‌شد تا پایان عمرش در کسوت یک راهب باقی‌ماند. در ۱۲۹۰ آندرونیکوس دوم، امپراتور وقت بیزانس به ملاقات ژان رفت و از او برای کاری که پدرش سه دههٔ پیش با او انجام داده بود طلب بخشش کرد. 
ژان در حدود ۱۳۰۵ درگذشت و پس از مرگش، او را قدیس نامیدند و یادش را در قسطنطنیهٔ سدهٔ ۱۴ میلادی گرامی داشتند.